# Goethe-Institut
Koordinaten: 48° 9′ 43,7″ N, 11° 32′ 41,7″ O
Das Goethe-Institut ist ein gemeinnütziger Verein mit Hauptsitz in München, der es sich zur Aufgabe gemacht hat, die Kenntnis der deutschen Sprache im Ausland zu fördern, die internationale kulturelle Zusammenarbeit zu pflegen und ein umfassendes, aktuelles Deutschlandbild zu vermitteln. Das Kulturinstitut ist nach dem deutschen Dichter Johann Wolfgang von Goethe benannt.
2022 nahmen hier über 264.000 Menschen an Deutschkursen teil; im Juli 2025 gab es an 150 Standorten in 99 Ländern Goethe-Institute – sie werden überwiegend aus dem Bundeshaushalt finanziert.

## Organisation

### Struktur
Das Goethe-Institut unterhält mit Stand von 2025 Niederlassungen in zwölf Städten Deutschlands sowie 150 Institute und Verbindungsbüros in 99 Ländern. Hinzu kommen etwa 1100 weitere Einrichtungen von ausländischen Kooperationspartnern weltweit, die das Goethe-Institut finanziell fördern oder Maßnahmen der Beratung und Qualitätssicherung bereitstellen.

### Organe

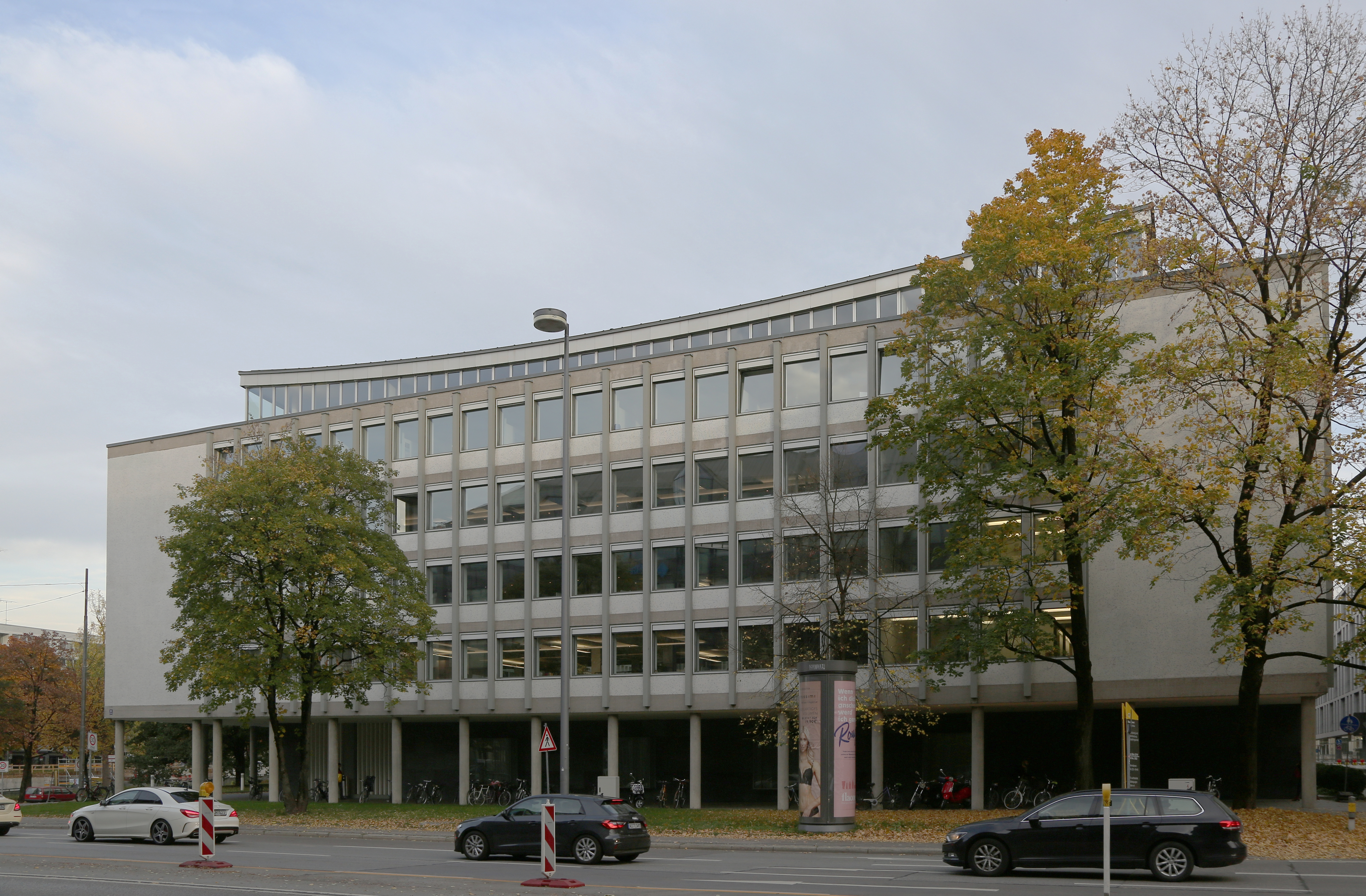
Zentrale in München

Rechtliche Grundlage des Goethe-Instituts ist die Vereinssatzung vom 23. November 2021. Diese sieht als Organe die Mitgliederversammlung, das Präsidium und den Vorstand vor. Die Mitgliederversammlung setzt sich aus Vertretern der Bundes- wie der Landesregierungen und des Bundestags sowie Personen des kulturellen Lebens zusammen. Das Präsidium besteht aus der ehrenamtlich tätigen Präsidentin, sechs von der Mitgliederversammlung gewählten Mitgliedern, je einem Vertreter des Auswärtigen Amts und des Bundesministeriums der Finanzen sowie drei Arbeitnehmervertretern. Die Mitgliederversammlung und das Präsidium nehmen vorwiegend Kontrollaufgaben wahr und sind für Beschlüsse über grundsätzliche Angelegenheiten zuständig. Der Vorstand besteht aus einem Generalsekretär (seit 2012: Johannes Ebert) und einer Kaufmännischen Direktorin (seit 2025: Rebecca Cordes (interim)); er führt die laufenden Geschäfte. Aufgabe der Zentrale in München (mit Hauptstadtbüro in Berlin) ist die strategische Gesamtsteuerung, Evaluation und Qualitätssicherung sowie die fachliche Beratung der Institute im Ausland. Sie gliedert sich in sieben Abteilungen (Strategie und Evaluation (Stabsabteilung); Information; Kultur; Sprache; Personal; Finanzen; Zentrale Dienste) sowie in die Stabsbereiche Sonderaufgaben, Kommunikation und Marketing und Vertrieb. Die 150 Auslandsinstitute sind in 10 Regionen, die 12 Institute in der Bundesrepublik sind in der Region Deutschland zusammengefasst.

### Rahmenvertrag
Das Verhältnis des Goethe-Instituts zum Staat ist seit 1976 durch einen mit dem Auswärtigen Amt geschlossenen Rahmenvertrag geregelt. „Dieser Vertrag gilt zu Recht als Muster für die adäquate Regelung des Verhältnisses zwischen Mittlerorganisationen und staatlichen Instanzen.“ (Lit.: S. K. Schulte). In diesem Vertrag wird das Goethe-Institut vom Auswärtigen Amt „im Rahmen seiner verfassungsmäßigen Zuständigkeit für die auswärtige Kulturpolitik“ mit einem relativ konkreten Aufgabenkatalog betraut, auf Grundlage dessen es eigenverantwortlich für den Staat tätig wird. Neben individuell aufgezählten Arbeitsgebieten ermöglicht eine Generalklausel nach vorheriger Abstimmung mit dem Auswärtigen Amt auch weitere Beteiligungen an kulturellem Austausch mit dem Ausland. Als Grundnorm für das Verhältnis Auswärtiges Amt – Goethe-Institut kann § 2 Abs. 1 des Vertrages gelten. Danach arbeiten beide Partner bei der Ausführung der Vertragsaufgaben „eng zusammen.“ Ihren Bediensteten und Mitarbeitern machen beide Seiten eine „loyale Zusammenarbeit“ zur Pflicht. In Ausnahmefällen ist die unmittelbare Einwirkung auf die laufende Arbeit des Goethe-Instituts möglich. Eine Veranstaltung einer Zweigstelle im Ausland kann durch Veto des Leiters der örtlichen Auslandsvertretung verhindert werden. Das Auswärtige Amt kann bei politisch schädigendem Verhalten von Mitarbeitern im Ausland deren sofortige Suspendierung verlangen (Lit.: Schulte S. 121 f.).

## Tätigkeit

### Förderung der deutschen Sprache im Ausland

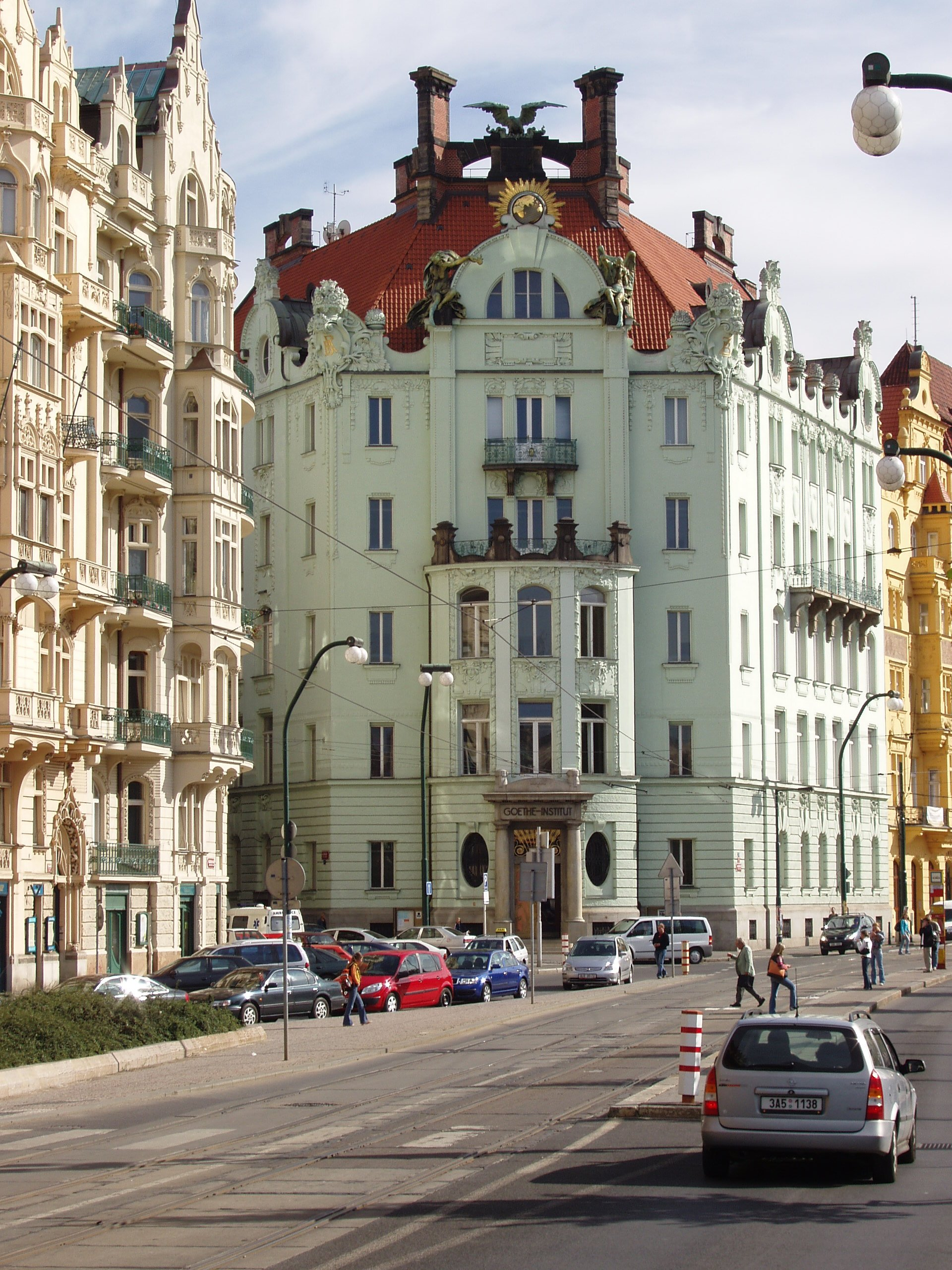
Goethe-Institut in Prag

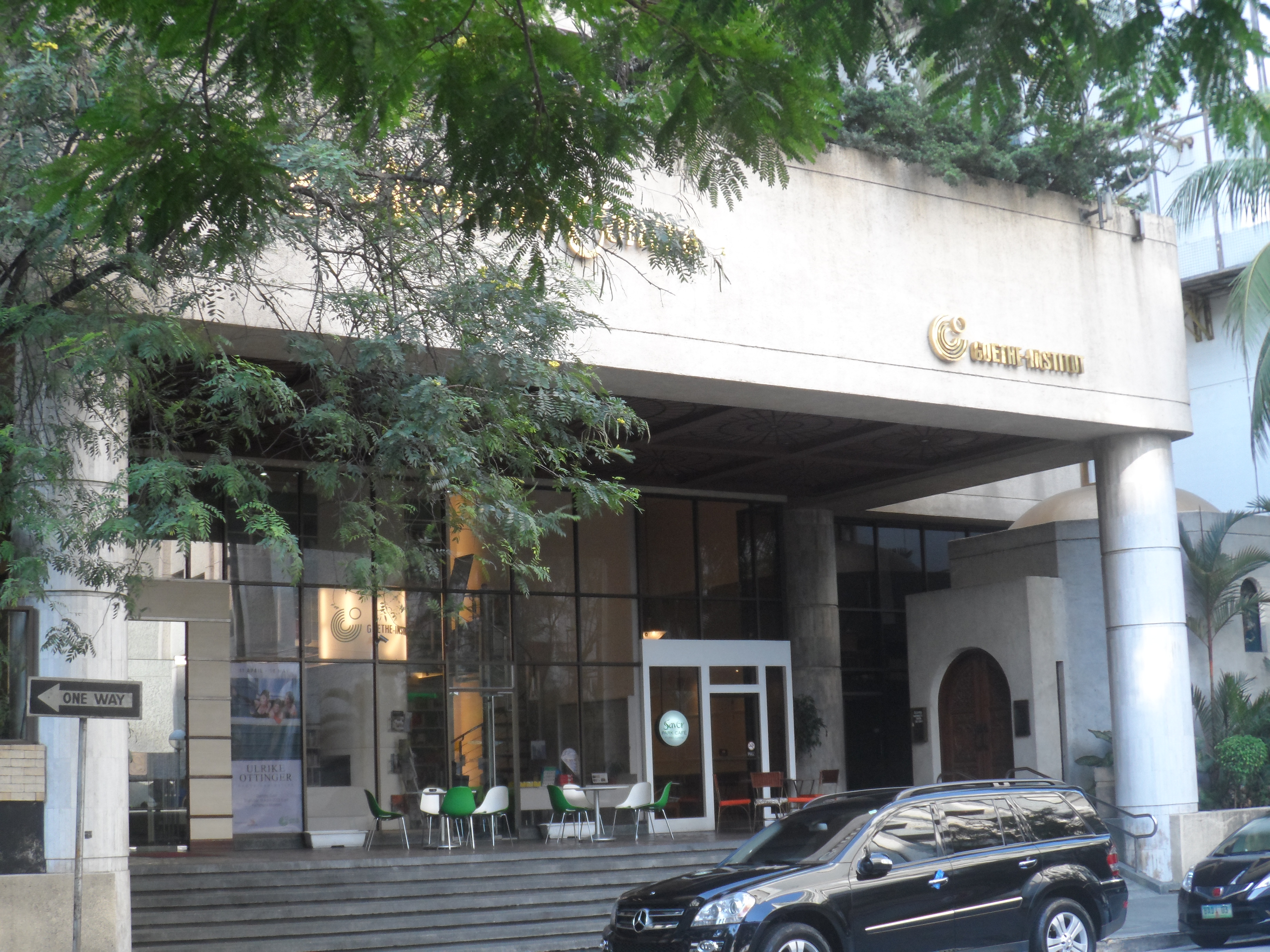
Goethe-Institut Philippinen in Makati, Metro Manila

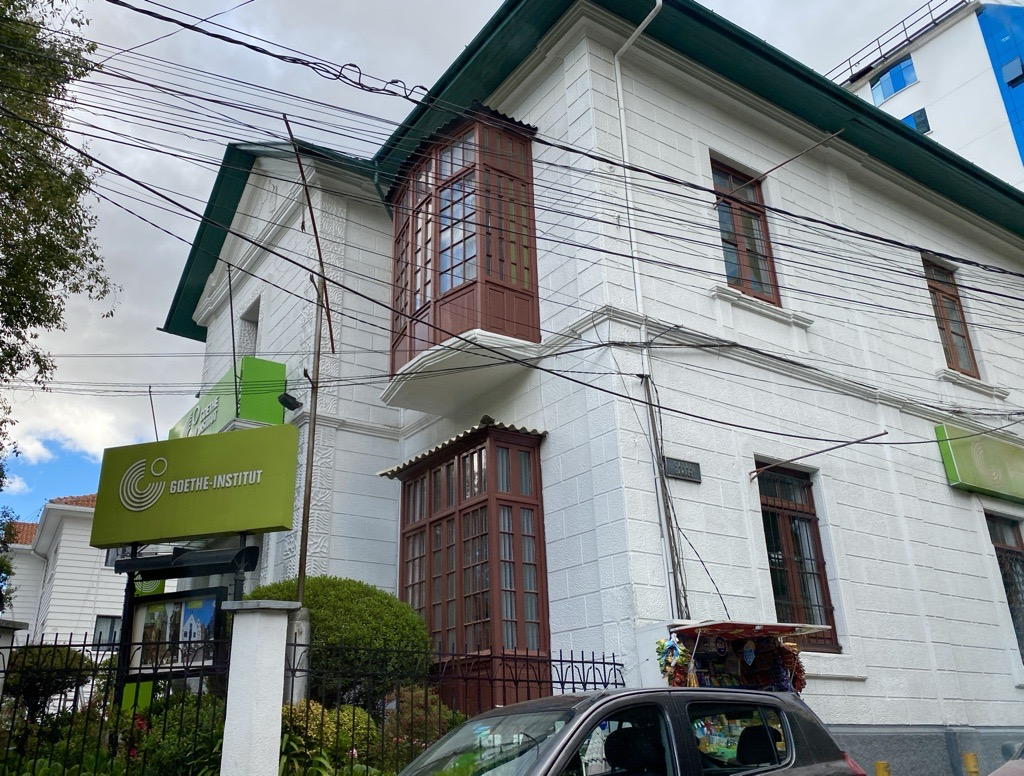
Goethe-Institut in La Paz

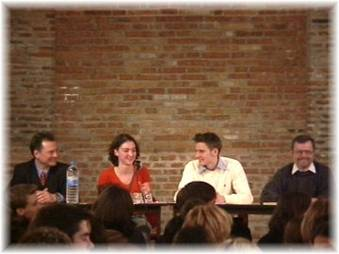
Diskussionsforum mit der internationalen Schülerzeitung trait d'union über den Elysée-Vertrag im Goethe-Institut in Toulouse (2003)

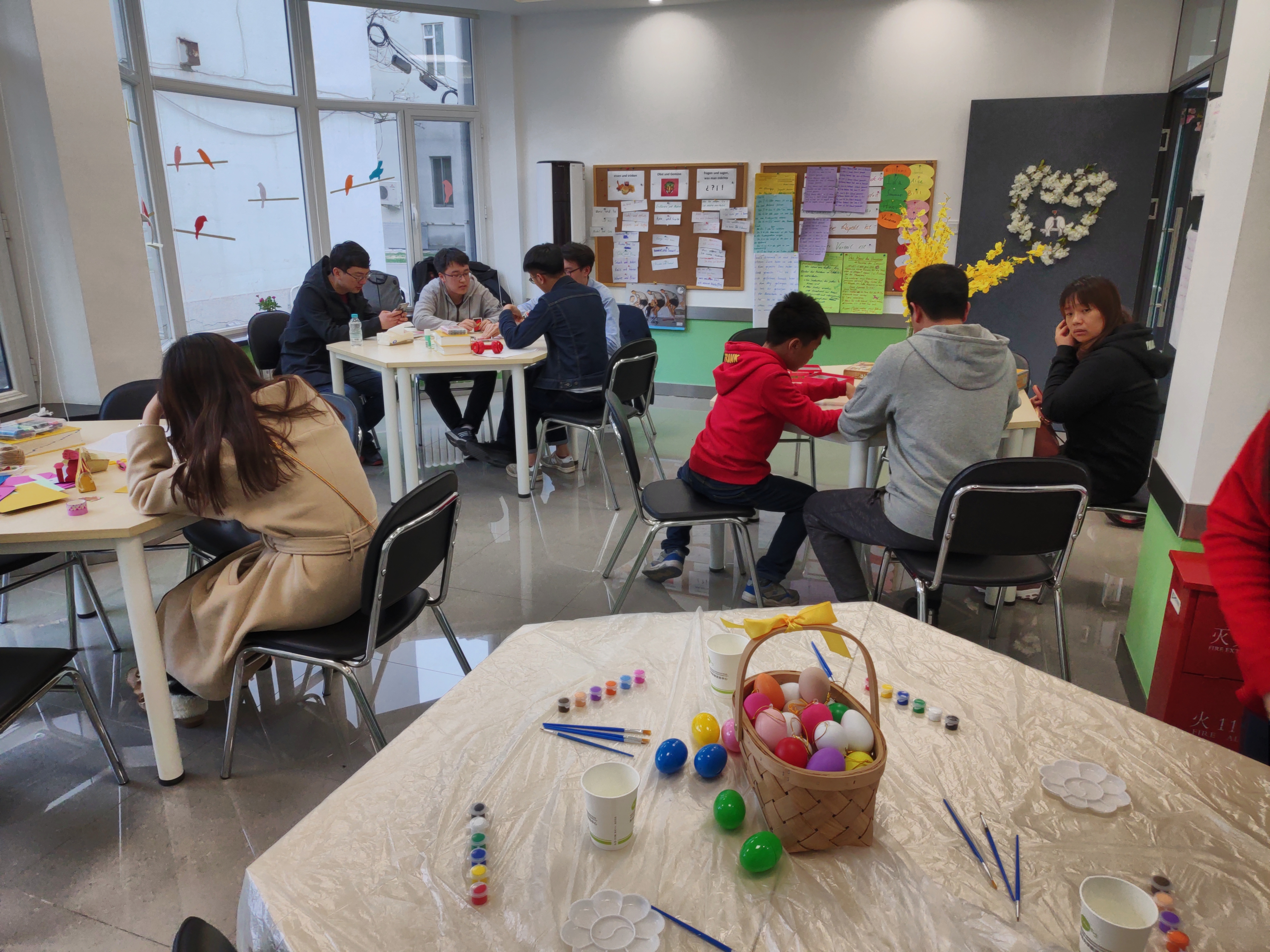
Osterfest 2019 beim Goethe-Sprachlernzentrum, Shenyang

Die personell größte Mittlerorganisation der deutschen Auswärtigen Kultur- und Bildungspolitik hält eine breite Palette von Angeboten bereit: Ein Schwerpunkt ist der Unterricht „Deutsch als Fremdsprache“, der neben der Durchführung von Sprachkursen und -prüfungen auch die Erarbeitung von Lehrmaterialien sowie die Fortbildung von Deutschlehrern umfasst. 7100 Lehrkräfte für Deutsch als Fremdsprache nahmen 2023 an Zertifizierungsprogrammen für Deutschlehrer an den Goethe-Instituten im Ausland und in Deutschland teil. Auch nimmt es in diesem Bereich an wissenschaftlichen Forschungen und sprachenpolitischen Initiativen teil.
Alle zwei Jahre veranstaltet das Goethe-Institut die Internationale Deutscholympiade (IDO), auf der Deutschlernende aus aller Welt sich treffen und austauschen.
Das Goethe-Institut ist ein zentraler Partner bei der Initiative „Schulen: Partner der Zukunft“. Das vom Auswärtigen Amt initiierte Projekt vernetzt weltweit mehr als 2000 Partnerschulen Deutschlands und ergänzt so das Netz deutscher Auslandsschulen und Schulen, die das Deutsche Sprachdiplom anbieten (Auswahl und Förderung betreut die Zentralstelle für das Auslandsschulwesen (ZfA) mit). Im Rahmen der Initiative identifiziert und fördert das Goethe-Institut 700 Schulen weltweit, die einen Schwerpunkt auf „Deutsch als Fremdsprache“ haben.

### Sprachprüfungen
Das Goethe-Institut bietet folgende Sprachprüfungen an:
- Start Deutsch/Goethe-Zertifikat A1/A2 für die Niveaustufen A1 und A2 des Gemeinsamen europäischen Referenzrahmen für Sprachen
- Goethe-Zertifikat B1 (früher Zertifikat Deutsch)
- Goethe-Zertifikat B2
- Goethe-Zertifikat C1 (früher Zentrale Mittelstufenprüfung)
- Goethe-Zertifikat C2 (früher Zentrale Oberstufenprüfung)

### Internationale kulturelle Zusammenarbeit
Eine weitere zentrale Aufgabe des Goethe-Instituts ist die kulturelle Zusammenarbeit mit Menschen in anderen Staaten, etwa auf den Gebieten Literatur, Musik, Theater, Film, Tanz, Ausstellungen und Übersetzung. Hierzu organisiert es in Kooperation mit Partnern in den Gastländern Programme zu kulturellen und gesellschaftlichen Themen und liefert unter anderem auch Beiträge zu Festivals, z. B. als Kooperationspartner des ältesten und größten LGBT-Filmfestivals Kolumbiens Ciclo Rosa. Bei den Projekten an den Auslandsinstituten wirken Autoren, Musiker und andere Künstler aus Deutschland mit und fördern so den kulturellen und gesellschaftlichen Dialog der Bundesrepublik Deutschland mit der Welt.
Große Projekte des Goethe-Instituts zeigen regelmäßig, wie wichtig die europäische Zusammenarbeit ist. 2017 diskutierten bei der internationalen Konferenz European Angst in Brüssel unter anderem Herta Müller und Slavoj Žižek und in Weimar wurde ein Kultursymposium zum Thema Teilen und Tauschen veranstaltet. Die zweite Ausgabe des Kultursymposiums vom 19. bis zum 21. Juni 2019 trug den Titel Die Route wird neu berechnet. 2021 fand das Kultursymposium Weimar vom 16. Bis zum 17. Juni digital zum Thema Generationen statt. Zuletzt wurde über das Thema Vertrauen diskutiert.
Regionale Einrichtungen, die mit dem Goethe-Institut einen Kooperationsvertrag abgeschlossen haben und sich verpflichtet haben, ihre Sprach- und Kulturarbeit nach den Grundsätzen und Qualitätsmaßstäben des Goethe-Instituts zu gestalten, werden als „Goethe-Zentren“ bezeichnet.

### Vermittlung eines aktuellen Deutschlandbildes
Drittes Hauptziel ist die Vermittlung eines aktuellen Deutschlandbildes, unter anderem durch Bibliotheken, Informationszentren, Diskussionsforen, vielfältige Publikationen, digitale Verleihformate, umfassende Webseiten auf Deutsch und in den Landessprachen der Gastländer sowie durch Besucherprogramme. Somit wird auch der internationale Diskurs zu Schlüsselthemen der zunehmend globalisierten Gesellschaft gefördert. Groß angelegte Deutschlandjahre und -wochen in Zusammenarbeit mit dem Auswärtigen Amt und anderen Partnern vermitteln ein umfassendes Bild von Gesellschaft, Wirtschaft, Kultur und Wissenschaft in Deutschland.

### Regionale Schwerpunkte
Verstärkt hat das Goethe-Institut seine Aktivitäten seit den 2000er Jahren unter anderem in Afrika. Die vom Auswärtigen Amt initiierte „Aktion Afrika“ stellt zusätzliche Finanzmittel für neue Projekte, Institute und mehrere Verbindungsbüros, sowie Sprachlernzentren zur Verfügung. In Indien, wo 2011/2012 ein großes Deutschlandjahr stattfand, führen die Niederlassungen die Zusatzbezeichnung „Max Müller Bhavan“ nach dem dort bekannten deutschen Indologen.
Regelmäßig finden weltweit Deutschlandjahre statt. 2017 wurde in Mexiko die deutsch-mexikanische Freundschaft gefeiert; 2018 fand ein Deutschlandjahr in den USA statt.
In den Jahren 2004–2009 betrieb das Goethe-Institut das Goethe-Informationszentrum Pjöngjang in der nordkoreanischen Hauptstadt.
Anfang 2024 stellte das Goethe-Institut seine Vision und Strategie für die Zukunft seiner Programme und Projekte bis zum Jahr 2026 vor.

## Geschichte

### Allgemeines
Das Goethe-Institut wurde 1951 als Nachfolger der 1925 gegründeten Deutschen Akademie errichtet. Ursprünglich sollte es zur Ausbildung ausländischer Deutschlehrer in Deutschland dienen. 1952 konnte das erste Goethe-Institut in Athen eröffnet werden. 1953 begannen die ersten Sprachkurse, im gleichen Jahr übernahm das Goethe-Institut Aufgaben zur Förderung von Deutsch als Fremdsprache im Ausland. Auf Initiative des damaligen Leiters der Kulturabteilung des Auswärtigen Amtes, Dieter Sattler, wurden ab 1959 bis 1960 nach und nach alle staatlichen westdeutschen Kulturinstitutionen im Ausland Teil des Goethe-Instituts. 1968 begann das Goethe-Institut seine kulturelle Programmarbeit.
Im Zuge des Beginns dialogischer und partnerschaftlicher Kulturarbeit als dritter Säule der deutschen Außenpolitik unter Willy Brandt erlebte das Goethe-Institut Anfang der siebziger Jahre einen weiteren Bedeutungszuwachs. 1976 wurde der Rahmenvertrag mit dem Auswärtigen Amt unterzeichnet. 1980 trat ein neues Standortkonzept für die Institute in Deutschland in Kraft, das eine stärkere Berücksichtigung von Groß- und Universitätsstädten zur Folge hatte.
Nach dem Fall des Eisernen Vorhangs 1989 weitete das Goethe-Institut seine Aktivitäten verstärkt auf Osteuropa aus; es kam zu zahlreichen Institutsneugründungen in den Hauptstädten, aber auch in St. Petersburg oder Nowosibirsk. Nach der Fusion mit Inter Nationes (einem 1952 in Bonn vom Bundespresseamt gegründeten Verein zur Herstellung und zum Vertrieb von Informationsmaterial über deutsches Kulturgut im Ausland) am 21. September 2000, führte das Goethe-Institut von Januar 2001 bis Juli 2003 den Namen Goethe-Institut Inter Nationes. Im August 2021 feierte das Institut sein 70-jähriges Bestehen, wozu eine Übersicht mit multimedialen Elementen zur Geschichte und den Aktivitäten in den verschiedenen Etappen seiner Entwicklung veröffentlicht wurde.

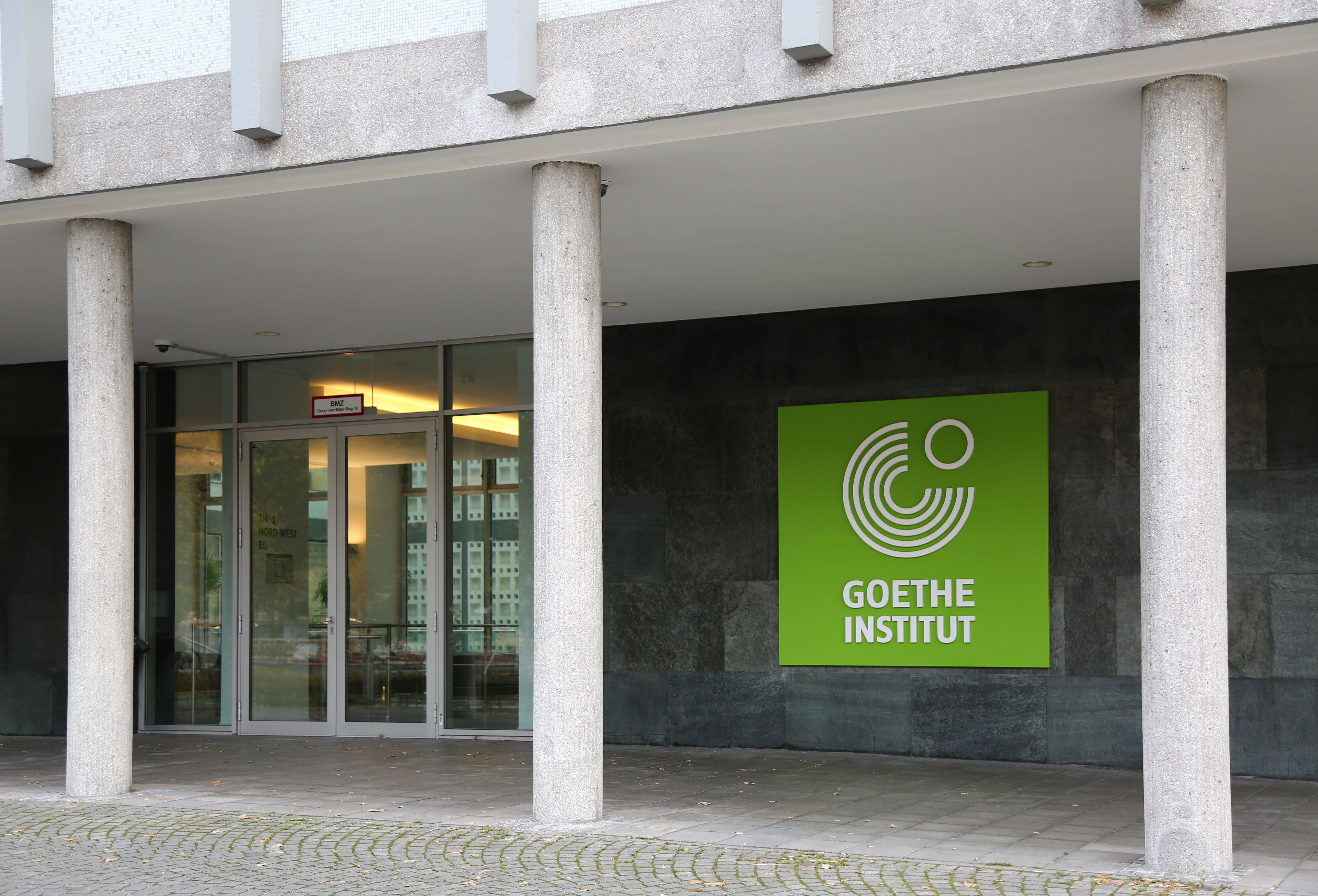
Eingang zur Zentrale in München (2019)

### Präsidenten und Generalsekretäre des Goethe-Instituts
- Kurt Magnus (1951–1962)
- Max Grasmann (1962–1963)
- Peter H. Pfeiffer (1963–1971)
- Hans-Heinrich Herwarth von Bittenfeld (1971–1977)
- Klaus von Bismarck (1977–1989)
- Hans Heigert (1989–1993)
- Hilmar Hoffmann (1993–2001)
- Jutta Limbach (2002–2008)
- Klaus-Dieter Lehmann (2008–2020)
- Carola Lentz (2020–2024)
- Gesche Joost (seit 2024)

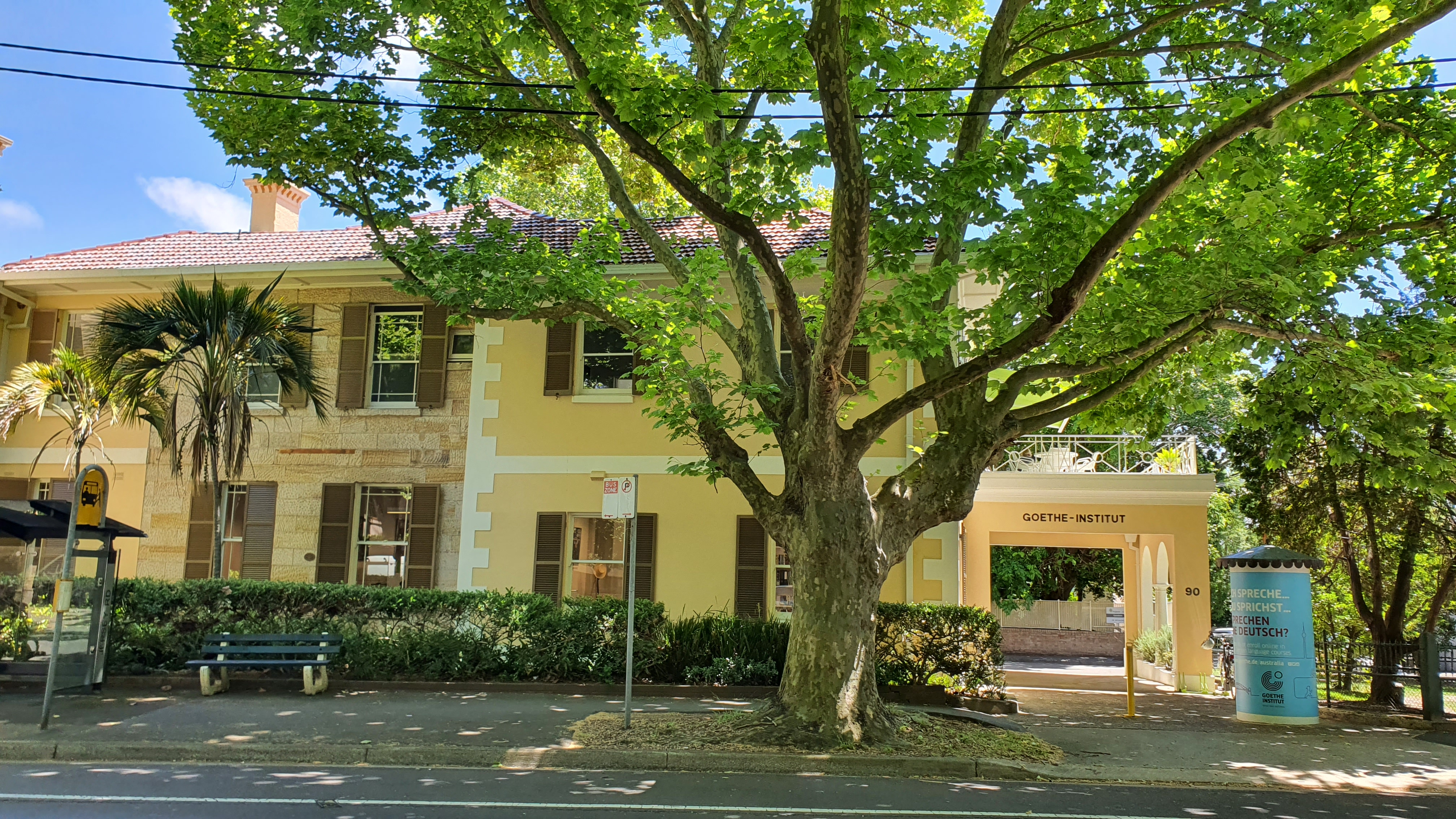
Goethe-Institut in Sydney (2023)

Die Geschäftsführer/Generalsekretäre des Goethe-Instituts (bis 1973 lautete der Titel Hauptgeschäftsführer bzw. Direktor des Goethe-Instituts):
- Helmuth Brückmann (1952–1958)
- Richard Wolf (1958–1965)
- Werner Ross (1965–1973)
- Hans Kahle (1973–1976)
- Horst Harnischfeger (1976–1996)
- Joachim Sartorius (1996–2000)
- Joachim-Felix Leonhard (2001–2003)
- Horst Harnischfeger (2003)
- Andreas Schlüter (2004)
- Wolfgang Bader (2005, kommissarisch)
- Hans-Georg Knopp (2005–2012)
- Johannes Ebert (seit 2012)[19]

## Finanzierung und Budgets des Goethe-Instituts bzw. seiner Aktivitätsbereiche
Das Goethe-Institut wird überwiegend aus dem Bundeshaushalt finanziert. Im Rahmen eines „umfassenden Konzepts zur Zukunftssicherung“ bekam es seit 2007 nach Jahren abnehmender Zuschüsse wieder höhere Zuwendungen. Dies war verknüpft mit der Auflage, die Organisation umzustrukturieren und flexibler und effizienter zu machen. Das beinhaltete eine Umstrukturierung und Verkleinerung der Zentrale und eine Verlagerung von Kompetenzen und Verantwortung an die Regionalinstitute.
Das Jahresbudget des Goethe-Instituts belief sich 2019 auf rund 445,4 Millionen Euro, wovon rund 261,8 Millionen Euro Zuwendungen des Auswärtigen Amts aus den Mitteln für die Auswärtige Kultur- und Bildungspolitik darstellten. Die Einnahmen durch Sprachkurs- und Prüfungsgebühren an den Goethe-Instituten im In- und Ausland, Einnahmen aus Spenden und Sponsoring sowie Zuwendungen Dritter betrugen 2019 rund 184 Millionen Euro. Damit finanziert das Goethe-Institut rund 40 Prozent seiner Kosten selbst. Über 80 Prozent der Mittel flossen in die operativen Tätigkeiten. Staatliche Zuschüsse bekommen jedoch nur die Institute im Ausland; die zwölf Niederlassungen im Inland finanzieren sich weitgehend über den Verkauf von Sprachkursen und Prüfungen.
Aktuelle Informationen über die weltweiten Aktivitäten, Standorte oder die Finanzierung des Instituts werden jährlich im Jahrbuch des Goethe-Instituts veröffentlicht.
Am 2. September 2022 teilte das Goethe-Institut mit, dass der Haushaltsentwurf der Bundesregierung für 2023 eine Kürzung der institutionellen Förderung gegenüber dem Vorjahr um etwa 10 % vorsieht. Sollte dies eintreffen, würden auch Schließungen von Instituten im Ausland notwendig. Hierzu erschien am 1. Oktober in der ZEIT online ein Interview mit dem Leiter des Goethe-Instituts im Senegal. Dieser bezeichnete die angekündigte Kürzung als tiefgreifenden Einschnitt in der Zusammenarbeit mit lokalen und deutschen Partnern. Hierdurch wären beispielsweise die Zusammenarbeit mit Schulen sowie Projekte der Kultur- und Kreativwirtschaft gefährdet, und das langfristig aufgebaute Vertrauen auf Verlässlichkeit bei den jeweiligen Partnern würde zerstört. In einem Beitrag des belarussischen Schriftstellers Viktor Martinowitsch in der FAZ wies dieser auf die Bedeutung des Goethe-Instituts für Dissidenten und kulturpolitische Freiräume in autokratischen Gesellschaften hin.
Ende September 2023 wurde bekannt, dass neun Institute geschlossen werden, davon fünf in Italien, Frankreich und den USA. 130 Personen werden im Zuge dessen entlassen. Eines der Ziele dieser Schließungen ist, Fixkosten zu mindern. Mit Stand von November 2023 sind die neun Institute, deren Schließung vorgesehen ist, diejenigen in Bordeaux, Curitiba (Brasilien), Genua, Lille, Osaka, Rotterdam, Triest, Turin und Washington D.C. Zudem soll das Verbindungsbüro in Straßburg geschlossen werden und weitere Standorte verkleinert, verändert oder zusammengeführt werden.
Im November 2024 warnt die neue Präsidentin Gesche Joost, dass weiteres Sparen die wichtige Rolle des Goethe-Instituts in der Außenpolitik gefährdet.

## Vorwurf der Scheinselbstständigkeit von Honorarlehrkräften im Inland
Im Februar 2017 wurden in Folge einer seit 2014 laufenden Überprüfung der 13 Standorte des Goethe-Instituts in Deutschland (Stand: 2020) durch die Deutsche Rentenversicherung (DRV) bekannt, dass der größte Teil der Sprachkursdozenten nicht sozialversicherungspflichtig angestellt war, sondern lediglich fortlaufend Honorarverträge jeweils für die Dauer eines Kurses erhielt. Die Rentenversicherung leitete daraufhin Prüfungen ein, ob das Goethe-Institut als Arbeitgeber über Jahre systematisch Sozialversicherungsbetrug begangen habe. Sie äußerte den Verdacht, die überwiegende Zahl der Lehrkräfte der Standorte in Deutschland seien womöglich als Scheinselbständige beschäftigt worden. 400 Verträge wurden daraufhin geprüft. Das Goethe-Institut teilte seinerseits mit, dass es die Auffassung der Rentenversicherung nicht teilte. Im Januar 2020 kam die DRV abschließend zu dem Ergebnis, dass es sich bei den Honorarlehrkräften durchaus um Selbstständige, und nicht um sozialversicherungspflichtige Arbeitnehmer des Goethe-Instituts handelt. Die Gewerkschaft Erziehung und Wissenschaft (GEW) bezeichnete hingegen das Urteil der DRV als „einen Schlag ins Gesicht der Lehrkräfte“.

## Goethe-Medaille
Einmal jährlich verleiht das Goethe-Institut die Goethe-Medaille, eine offizielle Auszeichnung der Bundesrepublik Deutschland. Mit dieser Medaille werden Persönlichkeiten geehrt, die sich in besonderer Weise um die Vermittlung der deutschen Sprache sowie den internationalen Kulturaustausch verdient gemacht haben. Die Goethe-Medaille wurde 1954 vom Vorstand des Goethe-Instituts gestiftet und 1975 von der Bundesrepublik Deutschland als offizielles Ehrenzeichen anerkannt. Seit 2009 findet die Verleihung jährlich am 28. August, dem Geburtstag Goethes, in Weimar statt. Seit der ersten Verleihung 1955 sind insgesamt 341 Persönlichkeiten aus 63 Ländern geehrt worden. Zu den Preisträgern gehören unter anderen:
- Adonis (Ali Ahmad Said)
- Daniel Barenboim
- Pierre Bourdieu
- David Cornwell alias John le Carré
- Sir Ernst Gombrich
- Lars Gustafsson
- Ágnes Heller
- Petros Markaris
- Sir Karl Raimund Popper
- Jorge Semprún
- Robert Wilson
- Neil MacGregor
- Irina Scherbakowa
- Claudia Andujar
- Shirin Neshat
- Ian McEwan
- Princess Marilyn Duala Manga Bell alias Marilyn Douala Bell
- Wen Hui

## Residenzprogramme

### Überblick
Das Goethe-Institut organisiert gemeinsam mit seinen Kulturpartnern im Ausland jährlich fast 200 Künstleraufenthalte in rund 70 Programmen weltweit. Die Residenzprogramme des Goethe-Instituts ermöglichen längere Aufenthalte von mindestens vier Wochen von Künstlern und Kulturschaffenden aller Sparten, ebenso wie von Übersetzern und Wissenschaftlern in einem anderen Land oder Kulturkreis. Sie bieten die Möglichkeit, Grenzen zu überschreiten, in anderen kulturellen Kontexten zu leben und zu arbeiten und dadurch in engen Kontakt und Austausch mit dem Gastland sowie dessen Kunst- und Kulturszene zu kommen. Gleichzeitig dienen sie der Reflexion, der Entwicklung neuer Projekte, aber auch zur Grundlagenarbeit an neuen Vorhaben, die erst zu einem späteren Zeitpunkt – sei es in Deutschland, sei es im Gastland – zum Abschluss gebracht werden.

### Residenzen des Goethe-Instituts
Salvador da Bahia, Brasilien
Die Vila Sul eröffnete im November 2016 offiziell ihren Betrieb. Das Residenzhaus im Goethe-Institut Salvador bietet deutschen und internationalen Residenten Arbeits- und Aufenthaltsmöglichkeiten für jeweils zwei bis drei Monate. Schwerpunktthema ist der „globale Süden“.
Kyoto, Japan
In der Villa Kamogawa bietet das Goethe-Institut Künstlern und Kulturschaffenden aus Deutschland die Möglichkeit, im Rahmen eines dreimonatigen Stipendiums in Japan zu leben und zu arbeiten.
Alle Sparten sind unter den Residenten vertreten: Architektur, Bildende Kunst, Darstellende Kunst, Design, Literatur, Musik, Film, Kulturtheorie, Kulturkritik.

### Residenzprogramm in Kooperation mit dem Auswärtigen Amt
Istanbul, Türkei
Die Kulturakademie Tarabya wird von der Deutschen Botschaft Ankara betrieben und ist Teil der Kulturarbeit der Botschaft in der Türkei. Die kuratorische Verantwortung wurde dem Goethe-Institut übertragen.

## Bekannte Teilnehmer an Deutschkursen am Goethe-Institut
- Jorge Mario Bergoglio (1936–2025), Papst Franziskus
- Avi Primor (* 1935), ehemaliger israelischer Botschafter[38]
- Primo Levi (1919–1987), italienischer Schriftsteller
- Renée Fleming (* 1959), Opernsängerin[39]
- Abdul Rahman Ashraf (* 1944), Botschafter der Islamischen Republik Afghanistan in Berlin
- Costa Cordalis (1944–2019), Schlagersänger
- Auma Obama (* 1960), Journalistin
- Ian Kershaw (* 1943), Historiker

## Sonstiges
2005 erhielt das Goethe-Institut neben anderen Kulturinstituten den spanischen Prinz-von-Asturien-Preis. Für seine „Verdienste um weltweite Lehre und Verbreitung der deutschen Sprache“ wurde es 2007 mit dem Konrad-Duden-Sonderpreis ausgezeichnet.
Am 29. April 2005 wurde das Goethe-Institut in Lomé in Togo von Jugendlichen verwüstet und angezündet. Nachdem sie auf das Gebäude geschossen hatten, stürmten sie das Kulturinstitut. Aufgrund der antideutschen Wahlwerbung der togoischen Regierung erscheint es nicht ausgeschlossen, dass es sich um eine politische Tat handelte. Nach Meinung der damaligen Regierung von Togo habe Deutschland auf der Seite der togoischen Opposition gestanden. Nach diesem Anschlag wurden alle deutschen Staatsbürger, die sich in Togo befanden, aufgerufen, das Land zu verlassen.
Im November 2008 geriet das Institut in die Kritik, weil es die Absicht äußerte, den Berliner Rapper Massiv, der des Öfteren durch gewaltverherrlichende und islamistische Texte aufgefallen war, als „Friedensbotschafter“ in die Palästinensergebiete zu schicken.
Henrike Grohs, die Leiterin des Goethe-Instituts in Abidjan, wurde am 13. März 2016 bei einem Anschlag in Grand-Bassam von Terroristen der maghrebinischen al-Qaida ermordet. Mit ihr starben 13 weitere Zivilisten. In Erinnerung an Henrike Grohs haben daraufhin das Goethe-Institut und die Familie Grohs einen Preis ins Leben gerufen, der Künstlerinnen und Künstlern, die in Afrika leben und tätig sind, gewidmet ist.
Das in der ARD-Fernsehserie Das Institut – Oase des Scheiterns dargestellte Deutsche Sprach- und Kulturinstitut im zentralasiatischen Fantasiestaat Kisbekistan trägt Züge des Goethe-Instituts.